# Knjiga iskupljenja
Knjiga iskupljenja (eng. The Book of Eli) je američki post-apokaliptični film braće Hughes snimljen po scenariju Garya Whitta. U glavnim ulogama su Denzel Washington, Gary Oldman i Mila Kunis. Snimanje je počelo u veljači 2009. godine u Novom Meksiku.
Film je premijerno prikazan 15. siječnja 2010. godine te u prva tri mjeseca prikazivanja zaradio približno 138.089.797 američkih dolara širom svijeta.

## Radnja
Radnja filma odvija se u post-apokaliptičnom svijetu u kojem usamljeni ratnik (oskarovac Denzel Washington) putuje razorenom Amerikom kako bi sačuvao svetu knjigu koja skriva tajnu spasa čovječanstva. Međutim, odmetnik (Gary Oldman) iz malog gradića ima vlastite planove i na sve moguće načine pokušava se domoći knjige... U međuvremenu, Carnegiejevu posvojenu kći Solaru (Mila Kunis) Eli fascinira iz posve drugog razloga: nudi joj pogled na ono što postoji izvan domene njezinoga očuha. Eli se bori kako bi ispunio svoju sudbinu i pomogao uništenom čovječanstvu...

## Glumci
- Denzel Washington[4] kao Eli
- Gary Oldman[5] kao Carnegie
- Mila Kunis kao Solara
- Jennifer Beals kao Claudia
- Tom Waits kao Engineer
- Frances de la Tour kao Martha
- Michael Gambon kao George
- Malcolm McDowell kao Lombardi

## Vanjske poveznice
- Službena stranica  Arhivirana inačica izvorne stranice od 20. veljače 2021. (Wayback Machine)
- Knjiga iskupljenja na Internet Movie Database-u
- Knjiga iskupljenja na Allmovie-u
- Knjiga iskupljenja na Rotten Tomatoes-u
- Knjiga iskupljenja na Box Office Mojo-u
- Knjiga iskupljenja  Arhivirana inačica izvorne stranice od 11. siječnja 2010. (Wayback Machine) na Metacritic-u